# Tell Me What You See
Tell Me What You See(Lennon/McCartney) är en låt av The Beatles från 1965.

## Låten och inspelningen
Paul McCartney plockade fram denna mycket tidigt skrivna låt till inspelning 18 februari 1965. Den är mest intressant rent studiotekniskt då trummornas ljud spelats in med kompression, flera latinska rytminstrument trakterade av Ringo Starr (efter pålägg) samt ett inklippt elpiano. Låten kom med på LP:n Help!, som utgavs i England 6 augusti 1965 medan den i USA kom med på LP:n "Beatles VI", som utgavs 14 juni 1965. 